# Robokracie (Červený trpaslík)
Robokracie (v anglickém originále Mechocracy) je čtvrtý díl dvanácté řady (a celkově sedmdesátý první) britského sci-fi sitcomu Červený trpaslík. Poprvé byla epizoda odvysílána 2. listopadu 2017 na britském televizním kanálu Dave.

## Námět
Všechny stroje na palubě Červeného Trpaslíka se rozhodnou stávkovat a konají se prezidentské volby mezi krytonem a Rimmerem o to kdo se postará o jejich práva..

## Děj
Rimmer vejde do místnosti kde sedí Kryton a ptá se co se děje, že roboiti nemají dovoleno sedět. Kryton podotkne že čeká na Listera aby spolu pracovali na rozvoji jeho robotích emocí, tento týden prý měli trénovat trpělivost, ale není si jistý jestli je čekání součástí tréninku a nebo na něj jen Lister zapomněl. Rimmer se nabídne, že za Listera zaskočí a řekne mu svůj názor na trpělivost a přesvědčuje Krytona ať začne spíše něco dělat a dokonce nechá na sebe od Krytona delegovat vytírání. Lister ho potká během Rimmerova úklidu chodby, omlouvá se za zpoždění a nechtěně prozradí, že tento týden se měli s Krytonem učit manipulaci a tím Krytonovi překazil jeho první pokus.  
O něco později vypukne na Trpaslíku žlutý poplach. Kocour s Listerem v řídícím centru se nechali nachytat na takzvaný S.O.S. virus, který zahlcuje jejich systém daty dokud úplně neztratí kontrolu nad Červeným Trpaslíkem v blízkosti černé díry. Trpaslík je do ní vtahován, Krytonovi se podaří spustit antivirový program, ale protože nejspíše nemají dost času tak navrhne sbalit jen to potřebné a evakuovat loď. Kocour si při balení nasadí staré dědečkovské brýle na čtení a s radostí zjistí že opět prečte i malá písmenka. To slyší Rimmer, usměje se nad tím, že se na Kocourovi projevuje jeho věk, ale uklidní ho, že si to nechá zatím pro sebe a později použije k tomu aby ho vydíral. Listera zastaví pář lodních automatů a ptají se kdy začnou balit je. Listerodpoví že o tom rozhoduje Rimmer a ten jim jen stroze sdělí že berou jen to životně potřebné a že samozřejmě nejsou na seznamu. Když však vidí Krytona jak si s sebou bere prostředky na čištění, tak spojí všechny stroje na palubě svojí výpočetní sílu, dokončí anitvirový program, virus zničí a rozhodnou se stávkovat. Posádka Trpaslíka si uvědomí jak je odkázaná na stroje pro všechny jejich potřeby (jídlo, kyslík, teplo, cestovámí po lodi)  že stroje mají všechny esa v rukávu a že ten kdo ovláda stroje drží všechnu moc. Jakmile tohle Rimmer zaslechne rozhodne se stát se jejich prezidentem. Kryton se jako stroj cítí vhodnějším kandidátem a proto se rozhodne kandidovat také. Stroje souhlasí s dočasným ukončením stávky než proběhnou spravedlivé volby. Lister s nadšením přijme Krytonovu nabídku aby mu pomohl s kandidaturou jaka jeho viceprezident. Kocour nejdříve odmítne tu samou nabídku od Rimmera, ale ten ho vydíra narážkami na Kocourovu ztrátu zraku. Společne tedy rozjedou masivní očerňovací kampaň proti Krytonovi s Listerem podpořenou množstvím nesplnitelných slibů všem strojům. Lister s Krytonem se brání obdobnou kampaní, ale vše nasvědčuje tomu, že rozhodující bude prezidentská debata. Během debaty jsou oba postaven před složité otázky týkající se života a robotů. Rimmer se vyhýbá vyjadřování ke kontroverzním tématům, odpovídá otázkami a ujištuje roboty, že věří přesně tomu čemu věří oni. Kryton mezitím odpovídá upřímně, popisuje své vlastní zkušenosti a slibuje robotům změnu k lepšímuPrůzkumy po debatě stále neukazují jasného vítěze, protože spousta strojů Rimmerovým slibům věří a těm Krytonovým naopak ne. Kryton tedy jako poslední možnost pozádá Listera, aby získal na jejich stranu rozhodující hlas, usmířením se s jeho starým nepřítelem v odpadní sekci – mluvícím toustovačem. Po krátkém vyjednávání se dohodnou a Kryton se stane prvním robotickým prezidentem.  
Po tom všem se Kocour rozhodne jít s pravdou ven a zkrátka se přiznnat k tomu, že začal číst knihy a nasadí si brýle na čtení. Lister jen podotkne aby se věkem netrápil a Kryton v tom nevidí žádný problém. Kocour mu vysvětlí, že ho sice těší kolik věčí se tím naučil, ale trápí ho že už nevypadá tak skvěle. Lister řekne ať se rozhodne jestli mu víc zálezí na tom jak vypadá a nebo jestli chce dospét a nšco se naučit. Kocour spokojený svýsledkem  jim prozradí, že zavřel do pondělka v odpadní sekci Rimmera ve společnosti mluvícího toustovače. 